# 布里连特 (阿拉巴马州)
布里连特（英文：Brilliant），是美国阿拉巴马州下属的一座城市。面积约为10.69平方英里（约合27.69平方公里）。根据2010年美国人口普查，该市有人口900人，人口密度为84.19/平方英里（约合32.5/平方公里）。